# Gunung Sinengoh Ukhe Kayee
Gunung Sinengoh Ukhe Kayee är ett berg i Indonesien.   Det ligger i provinsen Aceh, i den västra delen av landet, 1 700 km nordväst om huvudstaden Jakarta. Toppen på Gunung Sinengoh Ukhe Kayee är 995 meter över havet, eller 80 meter över den omgivande terrängen. Bredden vid basen är 2,0 km.
Terrängen runt Gunung Sinengoh Ukhe Kayee är huvudsakligen kuperad.Runt Gunung Sinengoh Ukhe Kayee är det mycket glesbefolkat, med 3 invånare per kvadratkilometer. I omgivningarna runt Gunung Sinengoh Ukhe Kayee växer i huvudsak städsegrön lövskog.